# Mistrzostwa NCAA Division I w Zapasach w 1989
Mistrzostwa NCAA Division I w zapasach rozgrywane były w Oklahoma City w dniach 16–18 marca 1989 roku. Zawody odbyły się w McCasland Field House i Gallagher-Iba Arena, na terenie Uniwersytetu Stanu Oklahoma i Uniwersytetu Oklahomy.

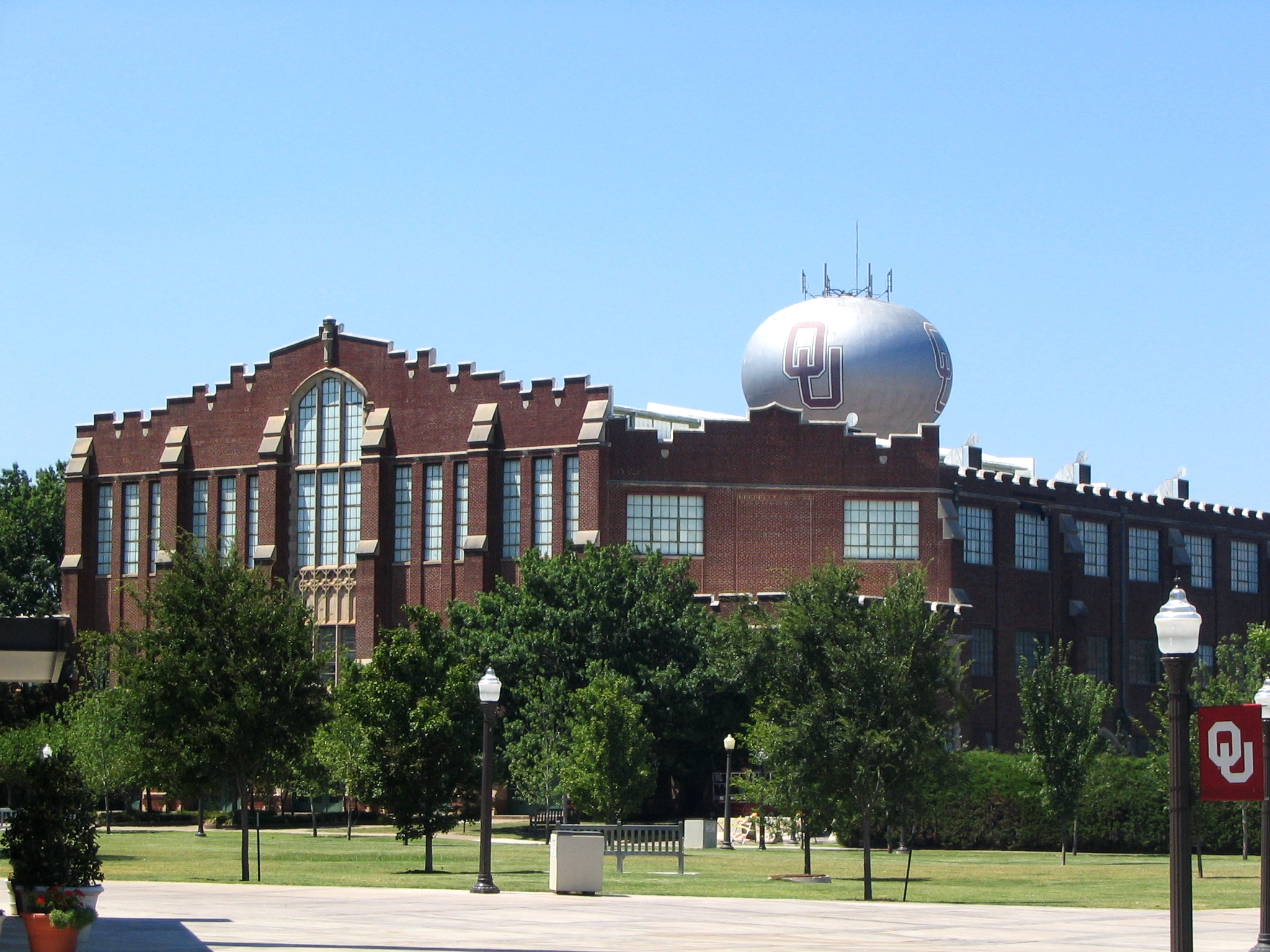
McCasland Field House

- Outstanding Wrestler – Tim Krieger

## Wyniki

### Drużynowo
| Kolejność | Szkoła                    | Zespół         |
| --------- | ------------------------- | -------------- |
| 1.        | Oklahoma State University | Cowboys        |
| 2.        | Arizona State University  | Sun Devils     |
| 3.        | Iowa State University     | Cyclones       |
| 4.        | University of Oklahoma    | Sooners        |
| 5.        | University of Michigan    | Wolverines     |
| 6.        | University of Iowa        | Hawkeyes       |
| 7.        | University of Minnesota   | Golden Gophers |
| 8.        | Northwestern University   | Wildcats       |

### All American

#### 118 lb
| Lp. | Zawodnik      | Szkoła           |
| --- | ------------- | ---------------- |
| 1.  | Jack Cuvo     | East Stroudsburg |
| 2.  | Doug Wyland   | North Carolina   |
| 3.  | Chris Bollin  | Oklahoma         |
| 4.  | Zeke Jones    | Arizona State    |
| 5.  | Jack Griffin  | Northwestern     |
| 6.  | Ken Chertow   | Penn State       |
| 7.  | Steve Martin  | Iowa             |
| 8.  | Donnie Heckel | Clemson          |

#### 126 lb
| Lp. | Zawodnik       | Szkoła               |
| --- | -------------- | -------------------- |
| 1.  | Kendall Cross  | Oklahoma State       |
| 2.  | Michael Stokes | North Carolina State |
| 3.  | Jim Martin     | Penn State           |
| 4.  | Tom Brands     | Iowa                 |
| 5.  | Peter Gonzalez | Montclair State      |
| 6.  | Jason Kelber   | Nebraska             |
| 7.  | Gary McCall    | Iowa State           |
| 8.  | John Epperly   | Lehigh               |

#### 134 lb
| Lp. | Zawodnik      | Szkoła           |
| --- | ------------- | ---------------- |
| 1.  | Sean O’Day    | Edinboro         |
| 2.  | T.J Sewell    | Oklahoma         |
| 3.  | Joe Melchiore | Iowa             |
| 4.  | John Fisher   | Michigan         |
| 5.  | Chuck Barbee  | Oklahoma State   |
| 6.  | Anibál Nieves | East Stroudsburg |
| 7.  | Glenn Jarrett | Oregon           |
| 8.  | Jerry Durso   | Notre Dame       |

#### 142 lb
| Lp. | Zawodnik        | Szkoła         |
| --- | --------------- | -------------- |
| 1.  | Pat Santoro     | Pittsburgh     |
| 2.  | Junior Saunders | Arizona State  |
| 3.  | Mike Cole       | Clarion        |
| 4.  | Larry Gotcher   | Michigan       |
| 5.  | Pat Boyd        | Notre Dame     |
| 6.  | Enzo Catullo    | North Carolina |
| 7.  | Terry Kennedy   | Edinboro       |
| 8.  | Joe Reynolds    | Oklahoma       |

#### 150 lb
| Lp. | Zawodnik         | Szkoła                |
| --- | ---------------- | --------------------- |
| 1.  | Tim Krieger      | Iowa State            |
| 2.  | Karl Monaco      | Montclair State       |
| 3.  | Brian Dolph      | Indiana               |
| 4.  | Richard Bailey   | Cal State–Bakersfield |
| 5.  | Tod Chesbro      | Oklahoma State        |
| 6.  | Dave Morgan      | Bloomsburg            |
| 7.  | Thom Ortiz       | Arizona State         |
| 8.  | Tedon Fleischman | New Mexico            |

#### 158 lb
| Lp. | Zawodnik         | Szkoła           |
| --- | ---------------- | ---------------- |
| 1.  | Dan St. John     | Arizona State    |
| 2.  | Joe Pantaleo     | Michigan         |
| 3.  | Scott Schleicher | Navy             |
| 4.  | Mark Reiland     | Iowa             |
| 5.  | Joel Smith       | Eastern Michigan |
| 6.  | Wade Zimmerman   | Fresno State     |
| 7.  | Steve Hamilton   | Iowa State       |
| 8.  | Gordy Morgan     | Minnesota        |

#### 167 lb
| Lp. | Zawodnik        | Szkoła         |
| --- | --------------- | -------------- |
| 1.  | Dave Lee        | Wisconsin      |
| 2.  | Baron Blakley   | Oklahoma       |
| 3.  | Mike Farrell    | Oklahoma State |
| 4.  | Tom Marchetti   | Bucknell       |
| 5.  | Jason Morris    | Syracuse       |
| 6.  | Marty Morgan    | Minnesota      |
| 7.  | Dan Niebuhr     | Fresno State   |
| 8.  | Scott Chenoweth | Nebraska       |

#### 177 lb
| Lp. | Zawodnik       | Szkoła           |
| --- | -------------- | ---------------- |
| 1.  | Chris Barnes   | Oklahoma State   |
| 2.  | Brad Lloyd     | Lock Haven       |
| 3.  | Dave Dean      | Minnesota        |
| 4.  | Derek Capanna  | Virginia         |
| 5.  | Mike Funk      | Northwestern     |
| 6.  | Marty Molina   | Eastern Illinois |
| 7.  | Mike McHenry   | Purdue           |
| 8.  | Frank Zelinsky | Edinboro         |

#### 190 lb
| Lp. | Zawodnik       | Szkoła          |
| --- | -------------- | --------------- |
| 1.  | Eric Voelker   | Iowa State      |
| 2.  | Mark Whitehead | Northwestern    |
| 3.  | Chris Short    | Minnesota       |
| 4.  | Todd Seiler    | Wisconsin       |
| 5.  | John Ginther   | Arizona State   |
| 6.  | Gary Horner    | Clarion         |
| 7.  | Andy Voit      | Penn State      |
| 8.  | Nate Toedter   | St. Cloud State |

#### 275 lb
| Lp. | Zawodnik         | Szkoła                  |
| --- | ---------------- | ----------------------- |
| 1.  | Carlton Haselrig | Pittsburgh at Johnstown |
| 2.  | Joel Greenlee    | Northern Iowa           |
| 3.  | Jon Llewellyn    | Illinois                |
| 4.  | Pat McDade       | Boise State             |
| 5.  | Brian Jackson    | North Carolina State    |
| 6.  | Kirk Mammen      | Oklahoma State          |
| 7.  | Greg Haladay     | Penn State              |
| 8.  | John Matyiko     | Virginia                |